# Охота на изюбря (телесериал)
«Охота на изюбря» — российский телесериал 2005 года, поставленный по одноимённому роману Юлии Латыниной.

## Краткое содержание
Россия, вторая половина 1990-х. Крупный металлургический комбинат в сибирском городе Ахтарске возглавляет опытный руководитель Вячеслав Извольский. Нищая Сунженская область, в ней маленький островок благополучия в виде Ахтарска и богатого завода — и далёкая Москва с её жадными до денег банками.
Происходит чрезвычайное происшествие: похищен генеральный директор московского филиала Комбината Николай Заславский. В Москву для выяснения обстоятельств дела вылетает начальник Службы безопасности АМК Денис Черяга. С этой неприятной истории и начинается долгое противостояние Комбината и московского банка «Ивеко»…

## В ролях
- Александр Балуев — Вячеслав Аркадьевич Извольский, генеральный директор Ахтарского металлургического комбината (АМК)
- Алексей Гуськов — Денис Фёдорович Черяга, заместитель Извольского по безопасности
- Екатерина Гусева — Ирина Григорьевна Денисова, жена Извольского
- Гоша Куценко — Иннокентий Михайлович Лучков, шеф безопасности банка «Ивеко»
- Марат Башаров — Дмитрий Неклясов, заместитель Извольского
- Владимир Зайцев — Александр Александрович Арбатов, собственник и председатель Совета директоров банка «Ивеко»
- Владимир Гостюхин — Александр Семёнович Дубнов, губернатор Сунженской области
- Михаил Ефремов — Геннадий Игоревич Серов, член Совета директоров банка «Ивеко»
- Роман Мадянов — Михаил Иванович Федякин, финансовый директор АМК
- Дмитрий Нагиев — «Моцарт», ахтарский криминальный авторитет
- Сергей Астахов — Юрий Брелер, шеф безопасности московского филиала АМК
- Андрей Краско — Вадим Игнатьевич Скоросько, главный инженер АМК
- Александр Лыков — «Коваль», вор в законе, руководитель Долголаптевской ОПГ
- Игорь Лифанов — Владимир Авдеевич Калягин, шеф безопасности АМК
- Евгения Добровольская — Клавдия Федякина, сестра финдиректора АМК
- Мария Звонарёва — Лида Воронова, журналистка
- Ольга Красько — стюардесса Зоя
- Леонид Куравлёв — генерал Сокольский
- Мария Аниканова — Вера, любовница Виктора Свенягина (Камаза)
- Анна Легчилова — Галина Сергеевна Скоросько, жена Вадима Скоросько
- Лариса Лужина — судья Баланова
- Татьяна Лютаева — Эльвира Заславская
- Андрей Межулис — Аузиньш
- Константин Милованов — Николай Заславский, гендиректор московского филиала АМК
- Людмила Нильская — Лиза Федякина
- Николай Олялин — отец Извольского, Аркадий Извольский-старший
- Ада Роговцева — бабушка Денисовой
- Александр Семчев — Трепко, заместитель губернатора Дубнова
- Сергей Греков — адвокат
- Агриппина Стеклова — Соня, сестра Извольского, жена Неклясова
- Олег Тактаров — Виктор Семёнович Свенягин, бывший бригадир Долголаптевской ОПГ по кличке «Камаз», начальник охраны
- Александр Тютин — следователь Алтыньев
- Михаил Ульянов — Иван Алексеевич Сенчуков, директор вертолётного завода (последняя роль в кино)
- Светлана Чуйкина — Томка, любовница Заславского
- Лариса Шахворостова — Наталья Леонидовна, врач Извольского
- Александр Воробьёв
- Алексей Ошурков — заключённый
- Василий Шевелилкин
- Алексей Огурцов — бандит
- Сергей Апрельский — Александр Лосев, профессиональный киллер по кличке «Лось»
- Александр Карманов — майор налоговой полиции
- Мария Аронова — тамада на свадьбе Неклясова
- Александр Носик — эпизод
- Владимир Гусев — эпизод
- Андрей Фролов — киллер
- Виктория Адельфина — эпизод
- Нина Персиянинова — эпизод
- Сергей Петров — эпизод
- Елена Панова — эпизод
- Пётр Меркурьев — эпизод

## Съёмочная группа
- Режиссёр-постановщик: Абай Карпыков
- Автор сценария: Зоя Кудря по роману Юлии Латыниной
- Оператор-постановщик:
  - Андрей Белканов
  - Дмитрий Масс
  - Михаил Мукасей
- Визуальные эффекты:
- Художник-постановщик: Виктор Петров
- Режиссёры: Альмири Карпыков, Софья Штробель.
- Композитор: Руслан Муратов
- Звукорежиссёр:
- Монтаж:
- Художник-гримёр:
- Исполнительный продюсер:
  - Иннокентий Малинкин
  - Александр Сыров
- Продюсер:
  - Анатолий Максимов
  - Константин Эрнст

## Съёмки
Сериал снимался на Нижнетагильском металлургическом комбинате.
В фильме — панорамные съёмки комбината, сделанные с вертолёта, мартеновский цех, сотрудники предприятия, участвовавшие в массовке.
Часть натурных съёмок была сделана в Нижнем Тагиле.

## Технические данные
- Производство: «Про-Синема Продакшн» по заказу ОАО «Первый канал»
- Телевизионный художественный фильм, цветной.
- Первый показ по центральному ТВ: октябрь 2005 год, «Первый канал».

## Отзывы
Автор романа Юлия Латынина критически отнеслась к сценарию. Она прокомментировала его так:

Например, в конце бывший следователь возвращается в прокуратуру! Это как если бы инопланетяне писали о человеческой половой жизни: девочка росла в борделе, в 25 лет ей удалось стать кинозвездой и артисткой балета, но потом она отреклась от житейской мишуры и вернулась в родной публичный дом.